# Harro Semmler
Harro Semmler (ur. 29 listopada 1947 w Hamburgu) – niemiecki urzędnik państwowy, w latach 2010–2012 dyrektor Bundestagu (Direktor beim Deutschen Bundestag). 

## Życiorys
Studiował prawo na uczelniach w Bonn i Lozannie. Pracę zawodową rozpoczął jako referendarz sądowy w Akwizgranie. W 1980 dołączył do służb prawnych Bundestagu i przeszedł przez wszystkie szczeble kariery urzędniczej w parlamencie federalnym, aż do stanowiska dyrektora Bundestagu, odpowiadającego polskiemu szefowi Kancelarii Sejmu, na które został powołany w 2010 roku. W 2012 osiągnął wiek emerytalny (65 lat) i zakończył karierę zawodową. 